# Superliga de Malasia 2016
La Superliga de Malasia 2016 es la 13.ª edición de la Superliga de Malasia de fútbol desde la inserción del torneo en el 2004. El Johor Darul Ta'zim FC es el campeón vigente. La temporada comenzó el 13 de febrero y terminará el 22 de octubre de 2015.

## Ascensos y descensos
Un total de 12 equipos disputarán la liga, incluyendo 9 equipos de la Superliga de Malasia 2015 y tres ascendidas desde la Premier League de Malasia 2015.
| Pos. | Descendidos de 1.ª División |
| ---- | --------------------------- |
| 11.º | ATM FA                      |
| 12.º | Sime Darby FC               |

| Pos. | Ascendidos de 2.ª División |
| ---- | -------------------------- |
| 1.º  | Kedah FA                   |
| 2.º  | Penang FA                  |
| 3.º  | T-Team FC                  |

## Equipos

### Datos generales
| Equipo             | Ciudad              | Estadio                       | Capacidad |
| ------------------ | ------------------- | ----------------------------- | --------- |
| Felda United       | Bandar Pusat Jengka | Tun Abdul Razak               | 25,000    |
| Johor Darul Ta'zim | Johor Bahru         | Larkin                        | 30,000    |
| Kedah FA           | Alor Setar          | Darul Aman Stadium            | 32,387    |
| Kelantan FA        | Kota Bharu          | Sultán Mohammad IV            | 22,000    |
| PDRM FA            | Kuala Lumpur        | Hang Jebat                    | 40,000    |
| Pahang FA          | Kuantan             | Darul Makmur                  | 40,000    |
| Penang FA          | George Town         | Bandaraya                     | 20,000    |
| Perak FA           | Ipoh                | Perak                         | 31,000    |
| Sarawak FA         | Kuching             | Sarawak                       | 40,000    |
| Selangor FA        | Shah Alam           | Shah Alam                     | 80,372    |
| T–Team             | Kuala Terengganu    | Sultán Ismail Nasiruddin Shah | 15,000    |
| Terengganu FA      | Kuala Terengganu    | Sultán Mizan Zainal Abidin    | 50,000    |

1Shah Alam Stadium is currently under maintenance.
- Primary venues used in the Malaysia Super League:

| Felda United F.C.          | Johor Darul Ta'zim F.C.               | Kedah FA                           |
| -------------------------- | ------------------------------------- | ---------------------------------- |
| Tun Abdul Razak Stadium    | Larkin Stadium                        | Darul Aman Stadium                 |
| Capacity: 25,000           | Capacity: 30,000                      | Capacity: 32,387                   |
|                            |                                       |                                    |
| Kelantan FA                | PDRM FA                               | Pahang F.C.                        |
| Sultan Mohammad IV Stadium | Hang Jebat Stadium                    | Darul Makmur Stadium               |
| Capacity: 22,000           | Capacity: 40,000                      | Capacity: 40,000                   |
|                            |                                       |                                    |
| Penang FA                  | Perak FA                              | Sarawak FA                         |
| Bandaraya Stadium          | Perak Stadium                         | Sarawak Stadium                    |
| Capacity: 20,000           | Capacity: 42,500                      | Capacity: 40,000                   |
|                            |                                       |                                    |
| Selangor FA                | T–Team F.C.                           | Terengganu FA                      |
| Shah Alam Stadium          | Sultan Ismail Nasiruddin Shah Stadium | Sultan Mizan Zainal Abidin Stadium |
| Capacity: 80,372           | Capacity: 15,000                      | Capacity: 50,000                   |
|                            |                                       |                                    |

- 1 Correct as of end of 2015 Malaysia Super League season

### Jugadores foráneos
| Club               | Jugador 1         | Jugador 2          | Jugador 3          | Jugador (AFC)         |
| ------------------ | ----------------- | ------------------ | ------------------ | --------------------- |
| FELDA United       | Gilberto Alemão   | Zah Rahan Krangar  | Thiago Fernandes   | Lutfulla Turaev       |
| Johor Darul Ta'zim | Marcos Antônio    | Jorge Pereyra Díaz | Juan Martín Lucero | Hariss Harun          |
| Kedah              | Liridon Krasniqi  | Shane Smeltz       | Thiago Augusto     | Bang Seung-Hwan       |
| Kelantan           | Morgaro Gomis     | Wander Luiz        | Baze Ilijoski      | Jonathan McKain       |
| Pahang             | Jailton           | Claudio Meneses    | Pablo Vranjicán    | Faysal Shayesteh      |
| PDRM               | Souleymane Konaté | Andrezinho         | Guilherme de Paula | Safuwan Baharudin     |
| Perak              | Thiago Junior     | Elias              | Xhevahir Sukaj     | Oybek Kilichev        |
| Pulau Pinang       | Reinaldo Lobo     | Matias Córdoba     | Charles Chad       | Brent Griffiths       |
| Sarawak            | Teah Dennis       | Juninho            | Gilmar             | Ndumba Makeche        |
| Selangor           | Ugo Ukah          | Mauro Olivi        | Patrick Wleh       | Andik Vermansyah      |
| T–Team             | Abdoulaye Maïga   | Makan Konaté       | Patrick Cruz       | Dilshod Sharofetdinov |
| Terengganu         | Vincent Bikana    | Gustavo López      | Bogdan Milić       | Issey Nakajima-Farran |

## Personal y patrocinio
Note: Flags indicate national team as has been defined under FIFA eligibility rules. Players may hold more than one non-FIFA nationality.
| Equipo             | Entrenador         | Capitán                | Kit        | Patrocinio                                                        |
| ------------------ | ------------------ | ---------------------- | ---------- | ----------------------------------------------------------------- |
| FELDA United       | Irfan Bakti        | Shukor Adan            | FBT        | FELDA                                                             |
| Johor Darul Ta'zim | Mario Gómez        | Safiq Rahim            | Adidas     | Forest City                                                       |
| Kedah              | Tan Cheng Hoe      | Khairul Helmi          | Warrix     | Discover Kedah 2016                                               |
| Pahang             | Razip Ismail       | Matthew Davies         | Puma       | Aras Kuasa & Genting Resorts World (On the back of shirt)         |
| Kelantan           | Velizar Popov      | Mohd Badhri Mohd Radzi | De'eza DSV | Pamoga Qu Puteh & Chengal Jati                                    |
| PDRM               | Fauzi Pilus        | Faizal Muhammad        | Line 7     | Puncak Niaga Archivado el 11 de marzo de 2016 en Wayback Machine. |
| Penang             | Nenad Baćina       | Matías Córdoba         | Umbro      | Penang Water Supply Corporation & Aspen Group                     |
| Perak              | Karl-Heinz Weigang | Nasir Basharuddin      | Al-Ikhsan  | Lembaga Air Perak & Perak Corp.                                   |
| Sarawak            | David Usop         | Ronny Harun            | Starsport  | Marina Parkcity                                                   |
| Selangor           | Zainal Abidin      | Shahrom Kalam          | Lotto      | Selangor                                                          |
| T-Team             | Rahmad Darmawan    | Hasbullah Awang        | Kobert     | Terengganu Incorporated                                           |
| Terengganu         | Mike Mulvey        | Ahmad Nordin Alias     | Kobert     | Terengganu Incorporated                                           |

### Coaching changes
| Team       | Outgoing Head Coach        | Manner of departure        | Date of vacancyni       | Incoming Head Coach        | Date of appointment     |
| ---------- | -------------------------- | -------------------------- | ----------------------- | -------------------------- | ----------------------- |
| Kelantan   | Zahasmi Ismail             | End of contract            | 29 de noviembre de 2015 | K. Devan                   | 5 de diciembre de 2015  |
| Selangor   | Mehmet Durakovic           | End of contract            | 12 de diciembre de 2015 | Zainal Abidin Hassan       | 31 de diciembre de 2015 |
| Pahang     | Zainal Abidin Hassan       | End of contract            | 15 de diciembre de 2015 | Ahmad Shaharuddin Rosdi    | 15 de diciembre de 2015 |
| T-Team     | Tomislav Steinbruckner     | End of contract            | 30 de noviembre de 2015 | Rahmad Darmawan            | 8 de diciembre de 2015  |
| Terengganu | Ahmad Yusoff               | Sacked                     | 23 de febrero de 2016   | Mike Mulvey                | 27 de febrero de 2016   |
| Pahang     | Ahmad Shaharuddin Rosdi    | Resign                     | 12 de marzo de 2016     | Razip Ismail               | 17 de marzo de 2016     |
| Penang     | Jacksen F. Tiago           | Rested                     | 6 de abril de 2016      | Manzoor Azwira Abdul Wahid | 7 de abril de 2016      |
| Kelantan   | K. Devan                   | Resign                     | 12 de mayo de 2016      | Velizar Popov              | 13 de mayo de 2016      |
| Penang     | Manzoor Azwira Abdul Wahid | End of caretaker spell     | 25 de mayo de 2016      | Nenad Baćina               | 25 de mayo de 2016      |
| Perak      | Syamsul Saad               | Demoted to assistant coach | 30 de mayo de 2016      | Karl-Heinz Weigang         | 30 de mayo de 2016      |

## Tabla de posiciones
|     | Equipos de fútbol  | PJ | G  | E  | P  | GF | GC | Dif | Pts |
| --- | ------------------ | -- | -- | -- | -- | -- | -- | --- | --- |
| 01. | Johor Darul FC (C) | 22 | 18 | 04 | 00 | 56 | 14 | +42 | 58  |
| 02. | FELDA United FC    | 22 | 13 | 04 | 05 | 47 | 27 | +20 | 43  |
| 03. | Kedah FA           | 22 | 10 | 07 | 05 | 29 | 29 | +0  | 37  |
| 04. | Kelantan FA        | 22 | 07 | 08 | 07 | 37 | 33 | +4  | 29  |
| 05. | Selangor FA        | 22 | 07 | 07 | 08 | 28 | 27 | +1  | 28  |
| 06. | Perak FA           | 22 | 07 | 07 | 08 | 29 | 30 | -1  | 28  |
| 07. | T-Team FC          | 22 | 07 | 06 | 09 | 30 | 34 | -4  | 27  |
| 08. | Sarawak FA         | 22 | 06 | 06 | 10 | 32 | 40 | -8  | 24  |
| 09. | Pahang FA          | 22 | 06 | 06 | 10 | 25 | 40 | -15 | 24  |
| 10. | Penang FA          | 22 | 05 | 07 | 10 | 32 | 37 | -5  | 22  |
| 11. | PDRM FA (D)        | 22 | 05 | 06 | 11 | 21 | 32 | -11 | 21  |
| 12. | Terengganu FA (D)  | 22 | 05 | 04 | 13 | 21 | 44 | -23 | 19  |

PJ = Partidos jugados; G = Partidos ganados; E = Partidos empatados; P = Partidos perdidos; GF = Goles anotados; GC = Goles recibidos; Dif = Diferencia de goles; Pts = Puntos.

(C) = Campeón; (D) = Descendido; (P) = Promovido; (E) = Eliminado; (O) = Ganador de Play-off; (A) = Avanza a siguiente ronda.

Fuente:
1. ↑  Ganador de la Copa de Malasia 2016.

|  | Liga de Campeones 2017 (Play-Off)          |
|  | Copa AFC 2017 (Fase de grupos)             |
|  | Descenso a la Liga Premier de Malasia 2017 |

## Estadísticas

### Goleadores
Actualizado hasta los partidos jugados el 15 de julio de 2016.
| Posición | Jugador            | Club         | Goles |
| -------- | ------------------ | ------------ | ----- |
| 1        | Baze Ilijoski      | Kelantan     | 11    |
| 2        | Francis Forkey Doe | FELDA United | 10    |
| 2        | Juan Lucero        | Johor DT     | 10    |
| 3        | Jorge Pereyra      | Johor DT     | 8     |
| 4        | Elias              | Perak        | 7     |
| 4        | Patrick Wleh       | Selangor     | 7     |
| 5        | Ndumba Makeche     | Sarawak      | 6     |